# America³ (1992 yacht)
Pour les articles homonymes, voir America et 3 (homonymie).
America³ (USA-23) est un yacht de compétition de 23 m de Class America, défenseur américain victorieux de la 28e Coupe de l'America (1992 America's Cup (en)), de San Diego en Californie. Il représente le San Diego Yacht Club, contre le challenger italien Il Moro di Venezia de la Compagnia della Velade Venise, et est baptisé du nom de la première victoire de l'America de 1851 (dont les États-Unis restent victorieuse pendant 132 ans jusqu'en 1983).

## Histoire
Le San Diego Yacht Club de Californie est organisateur de quatre Coupe de l'America :
- 1983 : avec son challenger Stars & Stripes 87, vainqueur de l'épreuve contre le défenseur Kookaburra III, du Royal Perth Yacht Club d'Australie.
- 1988 : avec son défenseur Stars & Stripes US-1, vainqueur du challenger New Zealand KZ-1 du Mercury Bay Boating Club de Nouvelle-Zélande.
- 1992 : avec ce défenseur America³ (USA-23), vainqueur de Il Moro di Venezia de Venise.
- 1995 : avec son défenseur Young America, battu par Black Magic de Peter Blake, du Royal New Zealand Yacht Squadron d'Auckland en Nouvelle-Zélande.

### Construction
Le syndicat America³ (en) Foundation (prononcé America cubed) du skipper-milliardaire américain Bill Koch (en) fait construire en 1992 ce yacht de course du concepteur-designer Doug Peterson (en), par le constructeur naval Goetz Custom Sailboats Inc. de l'architecte naval Eric Goetz (en) de Rhode Island près de New York.

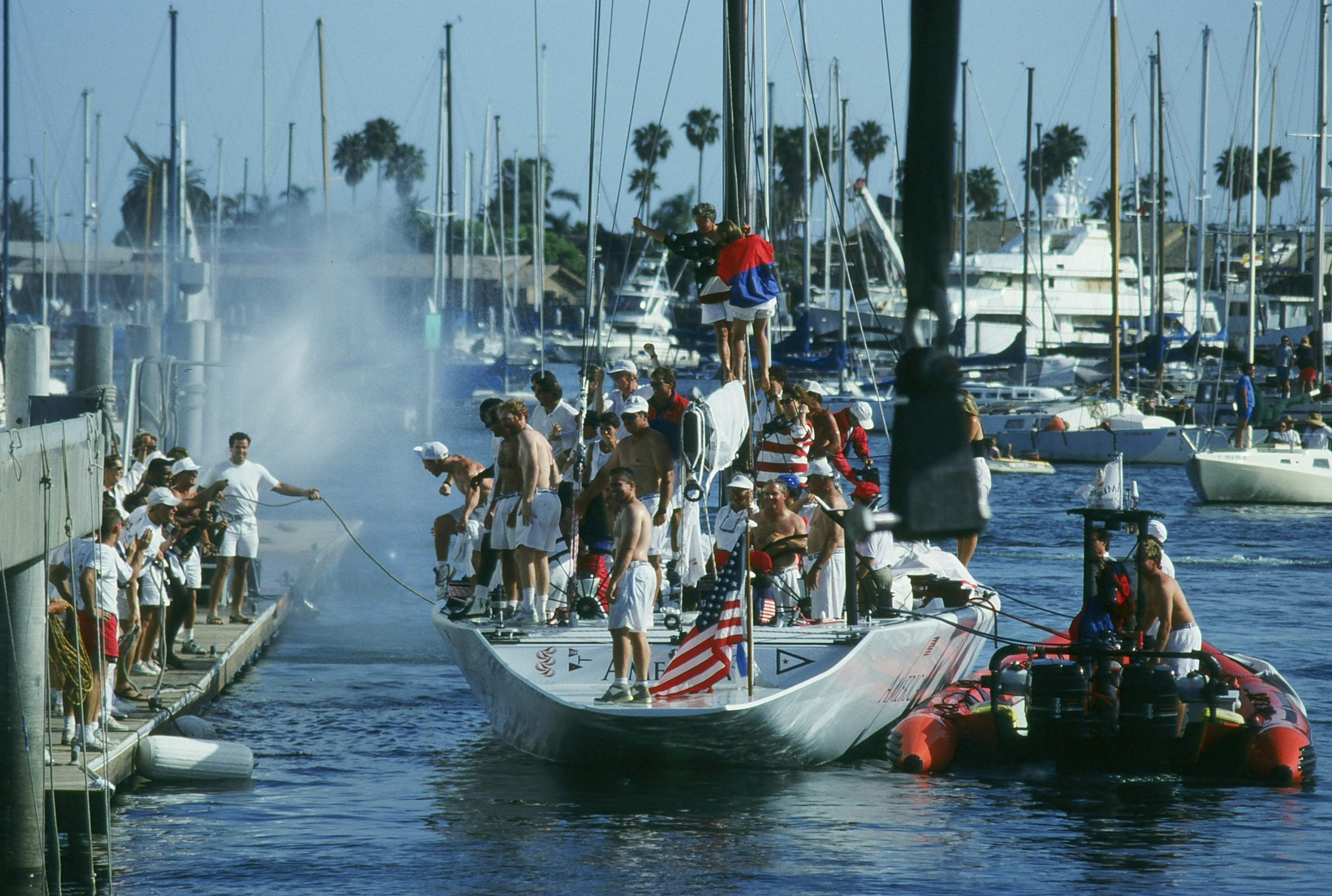
Victoire de l'America³ (USA) à San Diego en Californie
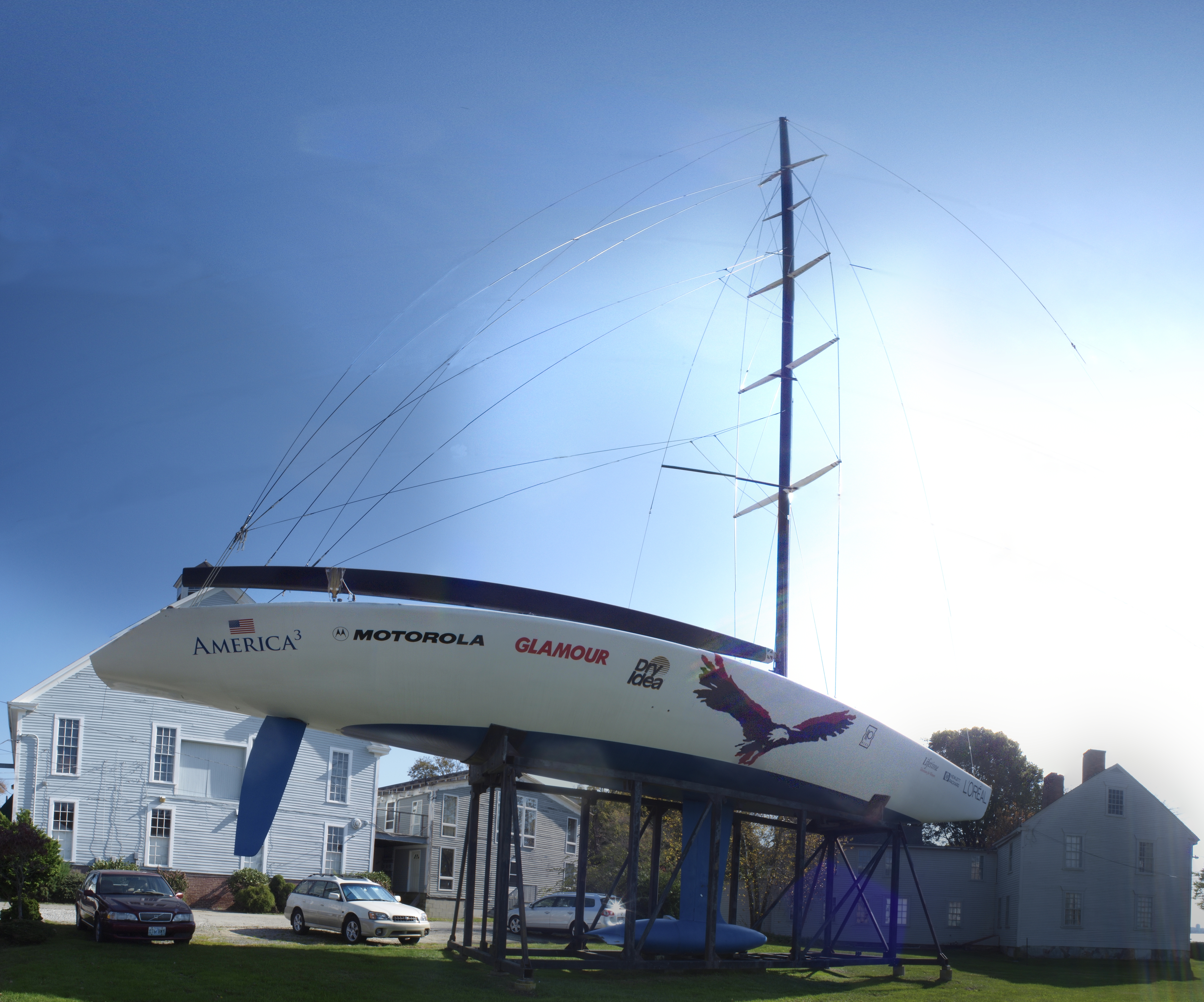
Herreshoff Marine Museum (en) de Bristol (Rhode Island)
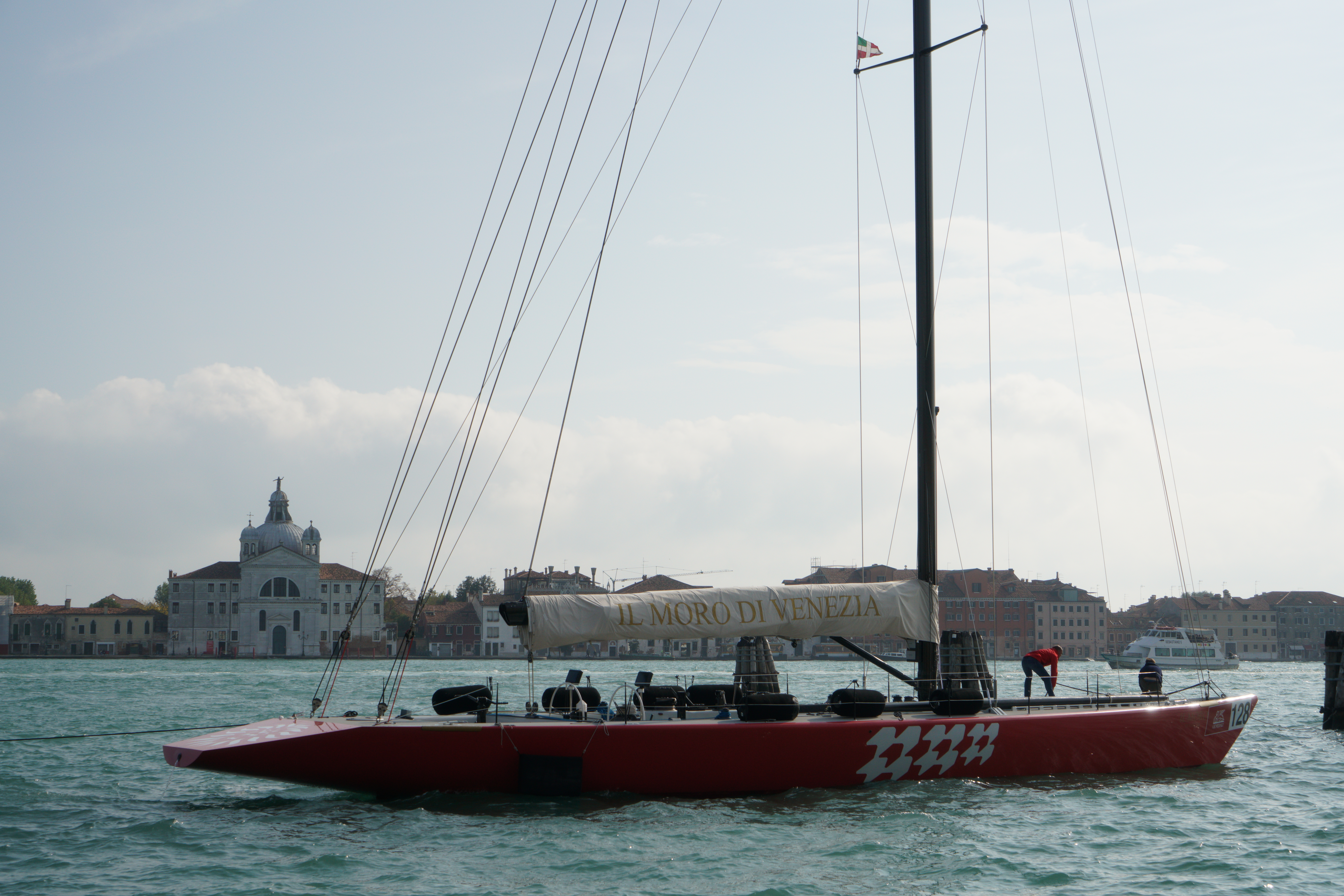
Il Moro di Venezia (ITA-25) à Venise

Ce sloop bermudien est équipé d'un mât de 32,5 m en fibre de carbone (réalisé par Offshore Spars de Chesterfield dans le Michigan) , d'une voilure de 288 m², et d'une quille à aileron amovible de 20 tonnes, le tout transportable par avion-cargo Antonov An-124.

### Carrière

Guidon du San Diego Yacht Club (SDYC)

America³ (USA-23) remporte les qualifications des séries de régate pour la sélection du defender de la Coupe de l'América, de la 1992 Citizen Cup (en) en début d'année, contre Stars & Stripes US-1 (victorieux du précédent 1988 America's Cup (en)).
Victoire par 4 manches à 1, du 1992 America's Cup (en), du 9 au 16 mai à San Diego, skippé par Bill Koch (en) et Harry Melges, face au challenger italien Il Moro di Venezia (ITA-25) de la Compagnia della Vela de Venise, du milliardaire italien Raul Gardini (vainqueur du 1992 Louis Vuitton Cup (en)).
Le bateau appartient désormais à un propriétaire de West Palm Beach en Floride.

## Palmarès
- 1992 : vainqueur 4 manches à 1 de la 28e Coupe de l'America (1992 America's Cup (en)) contre le challenger italien Il Moro di Venezia (ITA-25), de la Compagnia della Vela de Venise.